# ピエール・ド・ランクル
ピエール・ド・ランクル（Pierre de Lancre、1553年 - 1631年）は、フランス王国出身の判事、監察官。時の国王アンリ4世から監察官の任を受けラブール地方を中心に魔女狩りを行い、600人以上の無実の女性を魔女として処刑したと自称し、現在ではイングランドのマシュー・ホプキンスと並んで悪名高い魔女狩り処刑人と称されている。

## 経歴

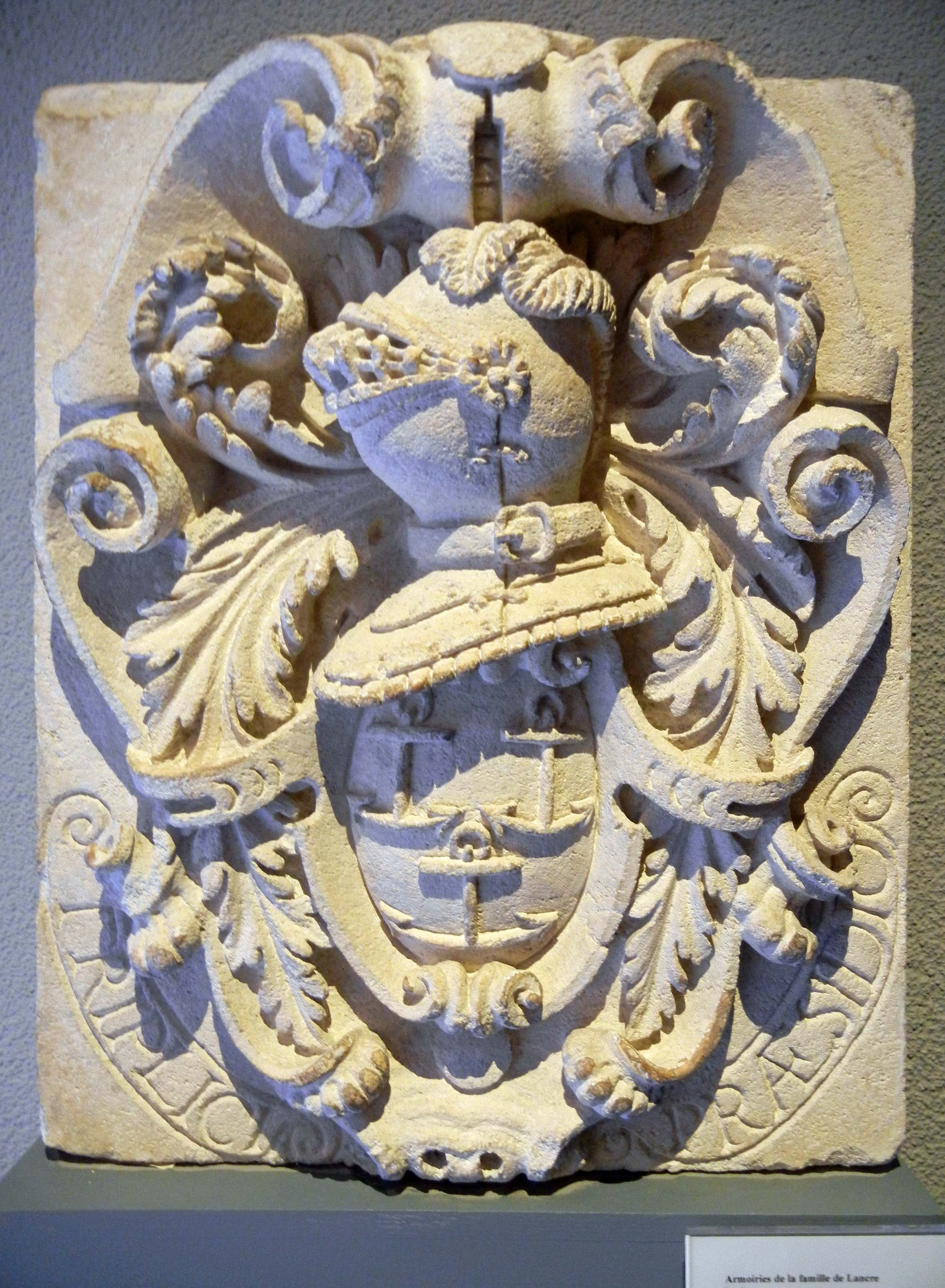
ボルドー、アキテーヌ美術館、『ド・ランクル家の紋章』、17世紀。

ランクルは元はボルドー地方の高等法院で判事をしていたが、1599年の聖地巡礼の旅で裸の少女が魔術で少年に変身する様子を目撃する。もちろん虚言か幻覚であったが、この出来事でランクルは歪んだ正義感から魔女の根絶を決意する。その後ランクルはアンリ・ボゲの「魔女論」に触発され、さらにアンリ4世からラブール地方の監察官に任命され魔女の撃滅という職務に励み出す。

## 魔女狩り
ランクルはラブール地方のイギリス人にスペイン人やフランス人も含む女性達に魔女の疑いがあると理由を付けて逮捕し、魔女の目撃談を強引に語らせ拷問部屋に押し込み後はひたすら肉体的、精神的、性的な拷問を加えて自白させたとされる。ランクルの犠牲者はほとんど少女と若い女性ばかりで中には10歳の少女もいた。ランクルは他にマシュー・ホプキンスと同様に「魔女の印」を探して全裸にした女性達の全身を針で刺して検査することもした。少女らは悪魔との性交渉について尋ねられても性経験が無い為いくら拷問されても答えることができず、ランクルが性交渉の方法を誘導尋問するという形で悪魔との交わりを供述した。そして魔女と認定された人々を次々に火炙りにし処刑していった。
あまりにも少女や若い女性ばかりを逮捕し拷問するランクルを疑問視し批判する教会から破門されかけるが、それでも魔女狩りの職務を続行し、1613年、ランクルは著書「悪しき天使とデモンの無節操一覧」という600ページに及び本を書き上げた。彼は「600人以上の魔女を焼き殺した」と自称し、78歳で天寿を全うするまでそれを誇りにしていたという。

## 補足
600人以上の魔女という数字はランクル自身の妄想か誇張とされている。
ランクルが魔女狩りに精を出した理由は厚い信仰心によるものと、抑圧された性欲により拷問と称して少女達を痛めつけることで欲望を発散させていたという説もあり、拷問もほとんどランクルの独断で行われていたことから女性をレイプし、口封じの為に拷問して獄中死させ、殺害していたというのが真相のようである。